# Partido Moderado
Die Gemäßigte Partei (Partido Moderado) war eine der beiden bedeutenden liberalen politischen Organisationen im Spanien des 19. Jahrhunderts, insbesondere während der Herrschaft Isabellas II. Sie entstand wie auch die konkurrierende Fortschrittliche Partei (Partido Progresista) 1834 während der Regierung des Francisco Martínez de la Rosa. 
Im Gegensatz zu den in der Fortschrittlichen Partei organisierten radikalen Liberalen vertraten die Moderados eine Politik der Stärkung der königlichen Autorität, waren stärker kapitalistisch orientiert und traten deutlicher für eine zentralistische Regierung in Madrid ein. Sie waren außerdem wesentlich kirchenfreundlicher als die Progressiven.
Generell gehörten zu den Angehörigen und Anhängern der Gemäßigten das Heer, bedeutende Teile des reicheren Bürgertums, Großgrundbesitzer und Status-quo-orientierte Kleinbürger. In die Partei traten nach der Niederlage des konservativen Carlismus auch gemäßigte Karlisten ein. Ihr wichtigster politischer Führer war Ramón María Narváez.
Die Bedeutung der Gemäßigten Partei nahm mit der Revolution von 1868 und der neuen Verfassung von 1869 rapide ab. In den ersten Cortes und im Parlament der Ersten Republik war sie nicht vertreten.
Nach der Restauration von 1874 vereinigte sich die Gemäßigte Partei mit der Liberalen Union zur Konservativen Partei unter der Führung von Antonio Cánovas del Castillo.